# Leila Guerriero
Leila Guerriero (née le 17 février 1967) est une journaliste et écrivaine argentine.

## Carrière
Leila Guerriero est née d'un père syrien et d'une mère allemande. Elle est diplômée du Colegio Nacional Normal Superior de Junín. Elle a étudié le tourisme, domaine dans lequel elle n'a finalement pas travaillé. Ses débuts dans le journalisme remontent à 1992, lorsqu'elle a obtenu son premier emploi à Página/30, un mensuel lié au journal Página/12 . Suite à l'envoi de son article intitulé « Kilómetro cero » à la réception du journal, elle a reçu, quatre jours plus tard, un appel du directeur de l'époque, Jorge Lanata.
Depuis lors, ses articles sont apparus dans divers médias tels que La Nación et Rolling Stone en Argentine, El País et Vanity Fair en Espagne, El Malpensante et SoHo en Colombie, et Paula (magazine) (en) et El Mercurio de Valparaíso au Chili. Elle est également rédactrice en chef pour l'Amérique latine du magazine mexicain Gatopardo.
En 2010, elle a remporté la neuvième édition du Gabriel Garcia Márquez Journalism Award (en) de la Fundación Nuevo Periodismo Iberoamericano (FNPI) dans la catégorie texte, pour sa chronique « El rastro en los huesos », dans laquelle elle raconte le travail réalisé par l' équipe argentine d'anthropologie médico-légale qui identifie les restes des personnes disparues de la dictature militaire. Cet article est présent dans la traduction française de son livre L'autre guerre, une histoire du cimetière argentin des Malouines dans lequel elle développe le travail de cette équipe et la place de la guerre des Malouines et ses victimes pour les Argentins.
En 2014, elle a reçu un diplôme de mérite du Konex Award dans la catégorie "Chroniques et Témoignages". Elle est récompensé en Espagne en 2019 par le prix international de journalisme Manuel-Vásquez-Montalbán.

## Œuvres
- Los suicidas del fin del mundo, Crónica de un pueblo patagónico, Tusquets, 2005[3]. Traduit en français par Maïra Muchnik sous le titre Les suicidés du bout du monde (Rivages, 2021)[8].
- Frutos extraños, chroniques collectées 2001-2008, Alfaguara, 2009,
- Los malditos, éditeur, Ediciones UDP, 2011
- Plano americano, 21 profils d'artistes publiés à l'origine dans divers médias, Ediciones UDP, 2013[9],
- Una historia sencilla, Anagrama, 2013, traduit en français par Marta Martínez Valls sous le titre Une histoire simple (Christian Bourgois, 2017)
- Zona de obras, Anagrama, 2015,
- Teoría de la gravedad, Libros del asteroide, 2021
- La otra guerra, Anagrama, 2021, traduit en français par Maïra Muchnick sous le titre L'autre guerre, Rivages, 2023
- La llamada : un retrato, Anagrama, 2024, traduit en français par Maïra Muchnik sous le titre L'appel, histoire d'une femme argentine, Rivages, 2025
- La dificuldad del fantasma -Truman Capote en la Costa Brava, Anagrama, 2024, traduit en français par Delphine Valentin sous le titre Le fantôme de Truman Capote, Rivages, 2024

### Comme éditrice
- Cuba en la encrucijada : 12 perspectives sur la continuité et le changement à La Havane et dans tout le pays, éditeur, Knopf Doubleday, 2018.

## Récompenses
- Prix Zenda dans la catégorie "Récit" pour La llamada : un retrato, 2023-2024
- Prix Konex de platine dans la catégorie "Chroniques", 2024
- Nommée "Personnalité illustre" dans le domaine de la culture par la ville de Buenos Aires, 2019[10]
- Prix international de journalisme Manuel Vázquez Montálban 2019
- Prix Konex dans la catégorie "Chroniques et témoignages", 2014[11]
- Gabriel Garcia Márquez Journalism Award (es) 2010[12]